# Menispora
Menispora Speg. – rodzaj grzybów z typu workowców (Ascomycota). Grzyby mikroskopijne.

## Charakterystyka
Grzyby nadrzewne, saprotrofy. Tworzą widoczne, owłosione kolonie na zbutwiałym drewnie, wewnętrznej stronie kory lub na zbutwiałych liściach. Konidiofory makronematyczne, brązowe z fialidami w pozycji bocznej lub końcowej, ze zwężającym się, silnie zakrzywionym wierzchołkiem i niewyraźną, płytką kryzą. Konidia szkliste, bez lub z biegunowymi szczecinkami. Ta cecha wyraźnie odróżnia Menispora od innych rodzajów z rodziny Chaetosphaeriaceae, które charakteryzują się konidiogenezą enteroblastyczną. Menispora tworzą dwa morfologiczne typy konidioforów; bez szczecin, które rosną niezależnie od konidioforów, oraz konidiofory kończące się jałowymi, podobnymi do bicza wypustkami, które rozgałęziają się bocznie w dolnej części. Fialidy osadzone są na krótkich metulach wzdłuż głównej osi konidioforu lub jego gałęzi, powstają pojedynczo lub w grupach, końcowo lub bocznie, bez, lub ze szczecinami występującymi niezależnie od konidioforów. Konidiofory kończą się mono- lub polifialidą; fialidy rzadko są boczne. Wiele gatunków znanych jest tylko z formy bezpłciowej (anamorfy), jeden z gatunków tworzy synanomorfy.

## Systematyka i nazewnictwo
Pozycja w klasyfikacji według Index Fungorum: Chaetosphaeriaceae, Chaetosphaeriales, Sordariomycetidae, Sordariomycetes, Pezizomycotina, Ascomycota, Fungi.
Rodzaj Menispora utworzył w 1822 r. Christiaan Hendrik Persoon. Jego gatunkiem typowym jest Menispora glauca (Link) Pers. 1822. Synonimy:

- Camptosporium Link, in Ehrenberg 1818
- Ciliofusa Clem. & Shear 1931
- Ciliofusarium Rostr. 1892
- Eriomene (Sacc.) Clem. & Shear 1931
- Eriomenella Peyronel 1918
- Erionema Maire 1906
- Fuligo subgen. Erionema (Penz.) Y. Yamam. 1998
- Menispora subgen. Eriomene Sacc. 1886

Do Menispora należy kilkadziesiąt gatunków. W Polsce występują:
- Menispora caesia Preuss 1851
- Menispora ciliata Corda 1837
- Menispora glauca (Link) Pers. 1822
- Menispora libertiana Sacc. & Roum. 1884

Nazwy naukowe według Index Fungorum. Wykaz gatunków według. W. Mułłenki i innych.